# Švedska
Kraljevina Švedska uradno Kraljevina Švedska, () je nordijska država, ki je na Skandinavskem polotoku v severni Evropi. Na zahodu in severu meji na Norveško, na vzhodu pa na Finsko. S 450.295 kvadratnimi kilometri je Švedska največja nordijska država tako po površini kot po številu prebivalcev in je peta največja država v Evropi. Njeno glavno in največje mesto je Stockholm. Švedska ima 10,6 milijona prebivalcev in nizko gostoto prebivalstva 25,5 prebivalcev na kvadratni kilometer; 88 % Švedov živi v urbanih območjih. Večinoma so v osrednji in južni polovici države. Švedska urbana območja skupaj pokrivajo 1,5 % njene površine. Švedska ima raznoliko podnebje zaradi dolžine države, ki sega od 55° severne zemljepisne širine do 69° severne zemljepisne širine.
Švedska je bila naseljena že od prazgodovine, okoli leta 12.000 pr. n. št. Prebivalci so se pojavili kot Geati (švedsko Götar) in Švedi (Svear), ki so bili del pomorskih ljudstev, znanih kot Nordijci. Enotna švedska država je bila ustanovljena konec 10. stoletja. Leta 1397 se je Švedska pridružila Norveški in Danski v Skandinavsko Kalmarsko unijo, ki jo je Švedska zapustila leta 1523. Ko se je Švedska vključila v tridesetletno vojno na protestantski strani, se je začela širitev njenih ozemelj in nastalo je Švedsko cesarstvo, ki je ostalo ena od velikih sil Evrope do začetka 18. stoletja. V tem obdobju je Švedska nadzorovala velik del Baltskega morja. Večina osvojenih ozemelj zunaj Skandinavskega polotoka je bila izgubljena v 18. in 19. stoletju. Vzhodna polovica Švedske, današnja Finska, je bila leta 1809 izgubljena v korist cesarske Rusije. Zadnja vojna, v kateri je bila Švedska neposredno vpletena, je bila leta 1814, ko je Švedska z vojaškimi sredstvi prisilila Norveško v personalno unijo, unijo, ki je trajala do leta 1905.
Švedska je visoko razvita država, ki se na lestvici indeksa človekovega razvoja uvršča na peto mesto. Je ustavna monarhija in parlamentarna demokracija, zakonodajna oblast pa je v rokah 349-članskega enodomnega parlamenta (Riksdag). Je unitarna država, razdeljena na 21 okrožij in 290 občin. Švedska vzdržuje nordijski sistem socialnega varstva, ki svojim državljanom zagotavlja univerzalno zdravstveno varstvo in terciarno izobraževanje. Ima 14. najvišji BDP na prebivalca na svetu in se zelo visoko uvršča po kakovosti življenja, zdravju, izobraževanju, varstvu državljanskih svoboščin, gospodarski konkurenčnosti, enakosti dohodkov, enakosti spolov in blaginji. Švedska se je Evropski uniji pridružila 1. januarja 1995, Natu pa 7. marca 2024. Je tudi članica Združenih narodov, schengenskega območja, Sveta Evrope, Nordijskega sveta, Svetovne trgovinske organizacije in Organizacije za gospodarsko sodelovanje in razvoj (OECD).

## Etimologija
Na splošno velja, da ime Švedska izhaja iz protoindoevropskega korena *s(w)e, ki pomeni 'svoj' in se nanaša na lastno pleme iz plemenskega obdobja. Domače švedsko ime, Sverige (zloženka besed Svea in rike, prvič zabeležena v sorodni besedi Swēorice v Beowulfu), se prevaja kot kraljestvo Švedov, ki je izključevalo Geate v Götalandu.
Sodobna angleška različica je bila izpeljana v 17. stoletju iz srednje nizozemščine in srednje nizke nemščine. Že leta 1287 so v srednji nizozemščini najdene omembe lande van sweden ('dežela Švedov'), pri čemer je švedska oblika ednina. V stari angleščini je bila država znana kot Swéoland ali Swíoríce, v zgodnji moderni angleščini pa kot Swedeland. Nekateri finski jeziki, kot sta finščina in estonščina, uporabljajo izraza Ruotsi in Rootsi; ti različici se nanašata na Rusi, ki so naseljevali obalna območja Roslagena v Upplandu in so dali ime Rusiji.

## Zgodovina

### Prazgodovina
Švedska prazgodovina se začne v Allerødskem nihanju, toplem obdobju okoli leta 12.000 pr. n. št., s poznopaleolitskimi tabori za lov na severne jelene kulture Bromme na robu ledu v današnji najjužnejši provinci države, Skanija. Za to obdobje so bili značilni majhni klani lovcev in nabiralcev, ki so se zanašali na tehnologijo kremenjaka.
Švedsko in njeno prebivalstvo je prvič opisal rimski zgodovinar Publij Kornelij Tacit v svoji Germaniji (98 n. št.). V Germaniji 44 in 45 omenja Švede (Suiones) kot močno pleme z ladjami, ki so imele na vsakem koncu premec (dolga ladja). Kateri kralji (*kuningaz) so vladali tem Suionom, ni znano, vendar nordijska mitologija predstavlja dolgo vrsto legendarnih in pollegendarnih kraljev, ki sega v zadnja stoletja pr. n. št. Runska pisava je bila v uporabi med južnoskandinavsko elito vsaj do 2. stoletja našega štetja, vendar so se iz rimskega obdobja ohranili le kratki napisi, ki dokazujejo, da so ljudje v južni Skandinaviji takrat govorili protonordijsko, jezik, ki je prednik švedščine in drugih severnogermanskih jezikov.
V 6. stoletju bizantinski zgodovinar Jordan imenuje dve plemeni, ki sta živeli v Scandza, in obe danes veljata za sinonim za Švede: Suetide in Suehane. Suehani so bili v rimskem svetu znani kot dobavitelji kož črnih lisic in so po Jordanu imeli zelo lepe konje, podobne tistim Turingov iz Germanije (alia vero gens ibi moratur Suehans, quae velud Thyringi equis utuntur eximiis).

### Vikinška doba
Švedska vikinška doba je trajala približno od 8. do 11. stoletja. Menijo, da so švedski Vikingi in Gutari potovali predvsem proti vzhodu in jugu, na Finsko, v Estonijo, baltske države, Rusijo, Belorusijo, Ukrajino, Črno morje in celo do Bagdada. Njihove poti so potekale skozi Dneper proti jugu do Konstantinopla, kjer so izvajali številne napade. Bizantinski cesar Teofil je opazil njihove odlične vojne spretnosti in jih povabil, da služijo kot njegova osebna telesna straža, znana kot Varjaška garda. Švedski Vikingi, imenovani Rusi, naj bi bili ustanovitelji Kijevske Rusije. Vikinge so opisali številni zunanji viri, na primer arabski popotnik Ahmed ibn Fadlan. Dejanja teh švedskih Vikingov so obeležena na številnih runskih kamnih na Švedskem, kot so grški in varjaški runski kamni. Precejšnja udeležba je bila tudi na odpravah proti zahodu, ki so obeležena na kamnih, kot so angleški runski kamni. Zdi se, da je bila zadnja večja švedska vikinška odprava nesrečna odprava Ingvarja Daljnopotnika v Serkland, regijo jugovzhodno od Kaspijskega jezera. Njeni člani so omenjeni na Ingvarjevih runskih kamnih, od katerih nobeden ne omenja nobenega ohranjenega.
V zgodnjih fazah vikinške dobe se je v Birki na otoku Björkö, nedaleč od mesta, kjer je bil kasneje zgrajen Stockholm, v srednji zemljepisni širini Švedske, razvilo središče trgovine v severni Evropi. Birko je okoli leta 750 n. št. ustanovil kralj ali trgovci, ki so poskušali nadzorovati trgovino. Birka je bila baltska povezava na trgovski poti Dneper skozi Ladogo (Aldeigja) in Novgorod (Holmsgard) do Bizantinskega cesarstva in Abasidskega kalifata. Opuščena je bila okoli leta 975, približno v istem času, ko je bila Sigtuna ustanovljena kot mesto približno 35 km severovzhodno. Ocenjujejo, da je Birka v vikinški dobi štela med 500 in 1000 prebivalcev. Arheološke najdbe kažejo, da je bila Birka v 9. in 10. stoletju še vedno bogata. Tam so našli na tisoče grobov, kovancev, nakita in drugih luksuznih predmetov.

### Švedsko kraljestvo
Dejanska starost Švedskega kraljestva ni znana. Določitev njegove starosti je predvsem odvisna od tega, ali Švedska velja za narod, ko so Svearji (Švedi) vladali Svealandu, ali ko so bili Svearji in Götarji (Geati) iz Gotalandije združeni pod enim samim vladarjem. V prvem primeru je Svealand prvič omenjen kot država z enim samim vladarjem leta 98 pri Tacitu, vendar je skoraj nemogoče vedeti, kako dolgo je bilo tako. Epska pesnitev Beowulf opisuje pollegendarne švedsko-geatske vojne v 6. stoletju.
Vendar pa zgodovinarji običajno začnejo linijo švedskih monarhov od takrat, ko sta Svealandu in Gotalandiji vladala isti kralj, in sicer Erik Segersäll (Erik Zmagovalni) in njegov sin Olaf Skötkonung v 10. stoletju. Ti dogodki so pogosto opisani kot utrjevanje Švedske, čeprav so bila precejšnja območja osvojena in vključena pozneje. V tem kontekstu se Gotalandija nanaša predvsem na provinci Östergötland in Västergötland. Småland je bila takrat zaradi svojih gostih borovih gozdov malo zanimiva, saj je imelo le mesto Kalmar in njegov grad večji pomen. Ob južni obali Norrlanda, ene od štirih dežel Švedske, so bila tudi švedska naselja.
Svetemu Ansgarju tradicionalno pripisujejo zasluge za uvedbo krščanstva na Švedsko leta 829, vendar nova religija ni začela v celoti nadomeščati poganstva vse do 12. stoletja. V tem stoletju je Švedska doživljala dinastične boje med klanoma Erika in Sverkerja. Konflikt se je končal, ko se je tretji klan poročil s klanom Erika in ustanovil rodbino Bjälbo, ki je Švedsko postopoma utrdila v močnejšo državo. Po Legendi o svetem Eriku in Erikovi kroniki so švedski kralji izvedli vrsto križarskih vojn na pogansko Finsko in začeli konflikte z Rusi, ki takrat niso imeli več nobenih povezav s Švedsko. Zaradi križarskih vojn, predvsem z drugo švedsko križarsko vojno pod vodstvom Birgerja Jarla, je Finska postopoma postala del kraljestva Švedske in vplivne sfere katoliške cerkve. Švedi so zgradili trdnjave v Tavastiji in Åbu, medtem ko je bil ustanovljen švedski kraljevi svet, vzpostavljena upravna struktura in fiskalni aparat ter kodificirani pravni zakoniki v času vladavine Magnusa Ladulåsa (1275–1290) in Magnusa Erikssona (1319–1364).] Posledično so bile finske dežele trdno vključene v švedsko kraljestvo.
Razen provinc Skanija, Blekinge in Halland na jugozahodu Skandinavskega polotoka, ki so bile v tem obdobju del Kraljevine Danske, se fevdalizem na Švedskem ni nikoli razvil tako kot v večjem delu Evrope. Posledično je kmetstvo večinoma ostalo razred svobodnih kmetov skozi večino švedske zgodovine. Suženjstvo na Švedskem ni bilo pogosto, institucija pa je postopoma izginila zaradi širjenja krščanstva, težav pri pridobivanju sužnjev iz dežel vzhodno od Baltskega morja in razvoja mest pred 16. stoletjem. Dejansko sta bila tako suženjstvo kot tlačanstvo v celoti odpravljena z odlokom kralja Magnusa Erikssona leta 1335. Švedska je ostala revna in gospodarsko nerazvita država, kjer je bila menjava glavno sredstvo menjave.
Leta 1319 sta se Švedska in Norveška združili v personalno unijo pod kraljem Magnusom Erikssonom, vnukom švedskega kralja Magnusa Ladulåsa in norveškega kralja Haakona V. Magnus Eriksson je od leta 1332 do 1360 vladal tudi Skaniji. Sredi 14. stoletja je Švedsko prizadela črna smrt. Prebivalstvo Švedske in večine Evrope je bilo zdesetkano. Prebivalstvo je doseglo raven pred letom 1348 šele v začetku 19. stoletja, ko je med letoma 1349 in 1351 umrla tretjina prebivalstva. V tem obdobju so mesta začela pridobivati večje pravice in so bila pod močnim vplivom nemških trgovcev Hanzeatske lige, ki so bili dejavni zlasti v Visbyju. Leta 1397 je danska kraljica Margareta I. (nekdanja snaha Magnusa Erikssona) ustanovila personalno unijo Švedske, Norveške in Danske kot Kalmarsko unijo. Vendar Margaretini nasledniki, katerih oblast je bila osredotočena na Dansko, niso mogli nadzorovati švedskega plemstva.
Leta 1520 je danski kralj Kristijan II., ki je poskušal z vojaško silo obnoviti Kalmarsko unijo, ukazal pokol švedskih plemičev v Stockholmu, dogodek, znan kot Stockholmska krvava kopel. Ta grozodejstva so spodbudila švedsko plemstvo k obnovitvi upora in 6. junija 1523 (ki se danes praznuje kot švedski državni dan) so Gustav Eriksson Vasa imenovali za svojega kralja. To včasih velja za temelj sodobne Švedske. Kmalu zatem je novi kralj zavrnil katolicizem in Švedsko popeljal v protestantsko reformacijo. Izraz riksdag je bil prvič uporabljen v 1540-ih, čeprav se je prvo srečanje, na katerem so bili predstavniki različnih družbenih skupin poklicani, da bi razpravljali in odločali o zadevah, ki vplivajo na državo kot celoto, zgodilo že leta 1435 v mestu Arboga. Med skupščinami švedskega parlamenta leta 1527 in 1544 so bili pod kraljem Gustavom Vaso prvič pozvani k sodelovanju predstavniki vseh štirih stanov kraljestva (duhovništvo, plemstvo, meščani in kmeti). Monarhija je postala dedna leta 1544. Ko je Gustav Vasa prekinil monopol Hanzeatske lige, so ga švedski ljudje imeli za junaka. Poleg tega je dejstvo, da je bilo kmetstvo tradicionalno svobodno, pomenilo, da se je več gospodarskih koristi vrnilo k njim, namesto da bi šlo k fevdalnemu zemljiškemu razredu.
Konec 16. stoletja je zaznamovala zadnja faza rivalstva med preostalimi katoličani in novimi protestantskimi skupnostmi. Leta 1592 je na švedski prestol zasedel Gustava Vase katoliški vnuk in poljski kralj Sigismund III. Poljski. Z uvedbo protireformacije si je prizadeval okrepiti vpliv Rima in ustvaril dvojno monarhijo, ki je začasno postala znana kot Poljsko-švedska unija. Njegova despotska vladavina, za katero je bila močno značilna nestrpnost do protestantov, je sprožila državljansko vojno, ki je Švedsko pahnila v revščino. Sigismundov stric in naslednik Karel Vasa je leta 1593 v nasprotju s tem sklical Uppsalsko sinodo, ki je uradno potrdila sodobno Švedsko cerkev kot luteransko. Po odstavitvi leta 1599 si je Sigismund brez varčevanja s stroški poskušal povrniti prestol, sovražnosti med Poljsko in Švedsko pa so se nadaljevale naslednjih sto let.

### Švedsko cesarstvo
Švedska je v času vladavine kralja Gustava II. Adolfa postala pomembna na celinski ravni, ko je v več konfliktih zasegla ozemlja od Rusije in Poljsko-litovske države. Med tridesetletno vojno je Švedska osvojila približno polovico držav Svetega rimskega cesarstva in leta 1631 v bitki pri Breitenfeldu premagala cesarsko vojsko. Gustav Adolf je načrtoval, da bo postal novi sveti rimski cesar, ki bo vladal združeni Skandinaviji in svetim rimskim državam, vendar je bil leta 1632 ubit v bitki pri Lütznu. Po bitki pri Nördlingenu leta 1634, edinem pomembnejšem vojaškem porazu Švedske v vojni, so prošvedska razpoloženja med nemškimi državami zbledela. Te nemške province so se ena za drugo odcepile od švedske oblasti, Švedski pa je ostalo le nekaj severnonemških ozemelj: švedsko Pomeranijo, Bremen-Verden in Wismar. Od leta 1643 do 1645, v zadnjih letih vojne, sta se Švedska in Danska-Norveška bojevali v Torstensonski vojni. Posledica tega spopada in zaključek tridesetletne vojne sta pomagala, da se je povojna Švedska uveljavila kot pomembna sila v Evropi. Vestfalski mir leta 1648 je Švedski podelil ozemlja v severni Nemčiji.
Sredi 17. stoletja je bila Švedska tretja največja država v Evropi po površini. Švedska je dosegla svoj največji ozemeljski obseg pod vladavino Karla X. po pogodbi iz Roskildeja leta 1658, potem ko je Karel X. prečkal danske Belte. Temelj švedskega uspeha v tem obdobju se pripisuje velikim spremembam Gustava I. v švedskem gospodarstvu v 16. stoletju in njegovi uvedbi protestantizma. Tretjina finskega prebivalstva je umrla v uničujoči veliki lakoti med letoma 1695 in 1697, ki je prizadela državo. Lakota je prizadela tudi Švedsko, v kateri je umrlo približno 10 % švedskega prebivalstva.
V 17. stoletju je bila Švedska vpletena v številne vojne, na primer s Poljsko in Litvo, pri čemer sta se obe strani borili za ozemlja današnjih baltskih držav. Poljsko-švedska vojna (1626–1629) se je končala s premirjem v Starem Targu (Altmarkško premirje) 26. septembra 1629 v korist Švedov, ki jim je Poljska odstopila večji del Livonije skupaj z njenim pomembnim pristaniščem Rigo. Švedi so dobili tudi pravico do obdavčitve poljske trgovine na Baltiku (3,5 % od vrednosti blaga) in obdržali nadzor nad številnimi mesti v kraljevi in vojvodski Prusiji (vključno s Piławo (Pillau), Memelom in Elblągom (Elbingom). Švedi so kasneje izvedli vrsto invazij na Poljsko-litovsko državo, znanih kot Potop.[61] Po več kot pol stoletja skoraj nenehnega vojskovanja se je švedsko gospodarstvo poslabšalo. Doživljenjska naloga sina Karla X., Karla XI., je postala obnova gospodarstva in prenova vojske. Njegova zapuščina sinu, bodočemu vladarju Švedske, Karlu XII., je bil eden najboljših arzenalov na svetu, velika stalna vojska in velika flota. Rusija, ki je bila v tistem času najresnejša grožnja Švedski, je imela večjo vojsko, vendar je močno zaostajala tako v opremi kot v usposabljanju.
Po bitki pri Narvi leta 1700, eni prvih bitk velike severne vojne, je bila ruska vojska tako hudo uničena, da je imela Švedska odprto možnost za invazijo na Rusijo. Vendar Karel XII. ni zasledoval ruske vojske, temveč se je obrnil proti Poljski in leta 1702 v bitki pri Kliszówu premagal poljskega kralja Avgusta II. Močnega in njegove saške zaveznike. To je Rusiji dalo čas za obnovo in posodobitev svoje vojske.
Po uspešnem napadu na Poljsko se je Karel XII. odločil poskusiti napad na Rusijo, vendar se je to končalo z odločilno rusko zmago v bitki pri Poltavi leta 1709. Po dolgem pohodu, izpostavljenem kozaškim napadom, tehnikam požgane zemlje ruskega carja Petra Velikega in izjemno mrzli zimi leta 1709, so bili Švedi oslabljeni, z uničeno moralo in so bili pri Poltavi številčno v manjšini proti ruski vojski. Poraz je pomenil začetek konca Švedskega cesarstva. Poleg tega je kuga, ki je divjala v vzhodni srednji Evropi, opustošila švedske posesti in leta 1710 dosegla osrednjo Švedsko. Karel XII. se je leta 1715 vrnil na Švedsko in začel dva pohoda proti Norveški, leta 1716 oziroma 1718. Med drugim poskusom je bil med obleganjem trdnjave Fredriksten ustreljen. Švedi pri Fredrikstenu niso bili vojaško poraženi, vendar se je celotna struktura in organizacija pohoda s kraljevo smrtjo razpadla. Švedska je bila leta 1721 prisiljena odstopiti velika območja ozemlja v Nystadski pogodbi, s čimer je izgubila tudi svoj položaj imperija in prevladujoče države ob Baltskem morju. Z izgubo švedskega vpliva se je Rusija pojavila kot imperij in postala ena od prevladujočih evropskih držav. Ko se je vojna leta 1721 dokončno končala, je Švedska izgubila približno 200.000 mož, od tega 150.000 z območja današnje Švedske in 50.000 iz finskega dela Švedske. Izvršno oblast si je do leta 1680 zgodovinsko delila kralj in aristokratski tajni svet, nato pa je sledila kraljeva avtokratska vladavina, ki so jo uvedli meščanski stanovi Riksdaga. Kot odziv na neuspelo severno vojno je bil leta 1719 uveden parlamentarni sistem, nato pa so mu leta 1772, 1789 in 1809 sledile tri različne oblike ustavne monarhije, pri čemer je slednja podelila več državljanskih svoboščin. Že v prvem od teh treh obdobij, »dobi svobode« (1719–72), se je švedski parlament Riksdag razvil v zelo aktiven parlament in ta tradicija se je nadaljevala v 19. stoletju, kar je postavilo temelje za prehod v moderno demokracijo konec tega stoletja.
V 18. stoletju Švedska ni imela dovolj sredstev za ohranitev svojih ozemelj zunaj Skandinavije in večino teh je izgubila, kar je doseglo vrhunec z izgubo vzhodne Švedske leta 1809 v korist Rusije, ki je postala zelo avtonomno Veliko vojvodstvo Finska v carski Rusiji.
Da bi ponovno vzpostavila švedsko prevlado v Baltskem morju, se je Švedska v napoleonskih vojnah zavezala proti svoji tradicionalni zaveznici in dobrotnici Franciji. Vendar je bil leta 1810 za domnevnega dediča Karla XIII. izbran francoski maršal Jean-Baptiste Bernadotte; leta 1818 je ustanovil hišo Bernadotte in prevzel kraljevsko ime Karel XIV. Janez Švedski Švedska vloga v bitki pri Leipzigu ji je dala pooblastilo, da je 14. januarja 1814 s Kielskim sporazumom prisilila Dansko-Norveško, zaveznico Francije, da Norveško prepusti švedskemu kralju v zameno za severne nemške province. Norveške poskuse, da bi ohranili status suverene države, je švedski kralj Karel XIII. Švedski zavrnil. 27. julija 1814 je začel vojaško kampanjo proti Norveški, ki se je končala s konvencijo v Mossu, ki je Norveško prisilila v personalno unijo s Švedsko pod švedsko krono, ki je trajala do leta 1905. Kampanja leta 1814 je bila zadnjič, ko je bila Švedska v vojni.

### Povojno obdobje
Švedska je bila uradno nevtralna država in med hladno vojno ni bila članica Nata in Varšavskega pakta, vendar je imelo švedsko vodstvo v zasebnem življenju močne vezi z Združenimi državami Amerike in drugimi zahodnimi vladami. Po vojni je Švedska izkoristila nedotaknjeno industrijsko bazo, socialno stabilnost in naravne vire za širitev svoje industrije, s katero je oskrbovala obnovo Evrope. Švedska je prejela pomoč v okviru Marshallovega načrta in sodelovala v OECD. Večino povojnega obdobja je državo upravljala Švedska socialdemokratska stranka, večinoma v sodelovanju s sindikati in industrijo. Vlada si je aktivno prizadevala za mednarodno konkurenčen proizvodni sektor, ki so ga sestavljala predvsem velika podjetja.
Švedska je bila ena od ustanovnih držav Evropskega območja proste trgovine (EFTA). V šestdesetih letih prejšnjega stoletja so države EFTA pogosto imenovali Zunanja sedmerica, v nasprotju z Notranjo šesterico takratne Evropske gospodarske skupnosti (EGS).
Tako kot mnoge industrializirane države je tudi Švedska po naftnih embargih v letih 1973–74 in 1978–79 vstopila v obdobje gospodarskega upada in pretresov. V osemdesetih letih prejšnjega stoletja je bilo več ključnih švedskih industrij bistveno prestrukturiranih. Ladjedelništvo je bilo ukinjeno, lesna celuloza je bila vključena v posodobljeno proizvodnjo papirja, jeklarska industrija je bila koncentrirana in specializirana, strojništvo pa robotizirano. Uvrstitev Švedske glede na BDP na prebivalca se je v tem času znižala.
Pok nepremičninskega balona, ki ga je povzročil neustrezen nadzor nad posojanjem, v kombinaciji z mednarodno recesijo in prehodom s politik proti brezposelnosti na protiinflacijske politike, je v začetku 1990-ih povzročil fiskalno krizo. Švedski BDP se je zmanjšal za približno 5 %. Leta 1992 je centralna banka zaradi nagnjenega dviga valute za kratek čas zvišala obrestne mere na 500 %.
Odziv vlade je bil zmanjšanje porabe in uvedba številnih reform za izboljšanje švedske konkurenčnosti, med drugim zmanjšanje socialne države ter privatizacija javnih storitev in dobrin. Referendum je bil 13. novembra 1994 sprejet s 52,3 % glasov za vstop v EU. Švedska se je Evropski uniji pridružila 1. januarja 1995. Na referendumu leta 2003 so švedski volivci glasovali proti vstopu v evro valuto. Švedska je predsedovala Evropski uniji od 1. julija do 31. decembra 2009.
Do leta 2022 je Švedska na splošno ostala vojaško neuvrščena, čeprav je sodelovala v nekaterih skupnih vojaških vajah z Organizacijo Severnoatlantske pogodbe (NATO) in nekaterimi drugimi državami, namestila svoje čete pod poveljstvom Nata v Afganistanu, sodelovala v mirovnih operacijah pod okriljem EU na Kosovu, v Bosni in Hercegovini ter na Cipru ter pomagala pri uveljavljanju območja prepovedi letenja nad Libijo, ki ga je določila EU, med arabsko pomladjo. Poleg tega je potekalo obsežno sodelovanje z drugimi evropskimi državami na področju obrambne tehnologije in obrambne industrije; nekaj švedskega orožja so uporabljale koalicijske vojske v Iraku. Kot odgovor na rusko invazijo na Ukrajino leta 2022 se je Švedska skupaj s Finsko uradno pridružila Natu. Po večmesečnih zamudah zaradi ugovorov Turčije in Madžarske je Švedska 7. marca 2024 postala članica Nata.

## Geografija
Švedska leži v severni Evropi zahodno od Baltskega morja in Botniškega zaliva, kar ji zagotavlja dolgo obalo, in tvori vzhodni del Skandinavskega polotoka. Na zahodu je Skandinavsko gorovje (švedsko Skanderna), gorovje, ki ločuje Švedsko od Norveške. Finska je na severovzhodu. Ima morsko mejo z Dansko, Nemčijo, Poljsko, Rusijo, Litvo, Latvijo in Estonijo, z Dansko (jugozahod) pa jo povezuje Øresundski most. Njena meja z Norveško (dolga 1619 km) je najdaljša neprekinjena meja v Evropi.
Švedska leži med zemljepisnima širinama 55° in 70° severne zemljepisne širine ter večinoma med zemljepisnima dolžinama 11° in 25° vzhodne zemljepisne dolžine (del otoka Stora Drammen je tik zahodno od 11°).
Švedska je s površino 449.964 km2 55. največja država na svetu, peta največja država v Evropi in največja država v severni Evropi. Najnižja nadmorska višina na Švedskem je v zalivu jezera Hammarsjön, blizu Kristianstada, na -2,41 m pod morsko gladino. Najvišja točka je Kebnekaise na 2111 m nadmorske višine.
Švedska ima 25 provinc (švedsko landskap). Čeprav te province nimajo nobenega političnega ali upravnega namena, igrajo pomembno vlogo pri samoidentiteti ljudi. Province so običajno združene v tri velike dežele, dele: severna Norrlandija, osrednja Svealandija in južna Gotalandija. Redko poseljena Norrland obsega skoraj 60 % države. Švedska ima tudi naravni rezervat Vindelfjällen, eno največjih zavarovanih območij v Evropi, ki skupaj meri 562.772 ha (približno 5628 km2).
Približno 15 % Švedske leži severno od arktičnega kroga. Južna Švedska je pretežno kmetijska, z naraščajočo gozdnato pokritostjo proti severu. Približno 65 % celotne površine Švedske je pokritih z gozdovi. Največja gostota prebivalstva je v dolini jezera Mälaren in Stockholma, regiji Øresund na jugu Švedske in vzdolž zahodne obale do osrednjega Bohusläna. Gotland in Öland sta največja švedska otoka; Vänern in Vättern sta največji jezeri. Vänern je tretje največje v Evropi, za Ladoškim in Oneškim jezerom v Rusiji. Skupaj s tretjim in četrtim največjim jezerom Mälaren in Hjälmaren ta jezera zavzemajo pomemben del južne Švedske. Obsežne razpoložljive plovne poti Švedske po jugu so bile izkoriščene z gradnjo Götskega prekopa v 19. stoletju, s čimer so skrajšali potencialno razdaljo med Baltskim morjem južno od Norrköpinga in Göteborgom z uporabo jezerskega in rečnega omrežja za lažjo gradnjo prekopa.
Švedska ima tudi veliko dolgih rek, ki izsušujejo jezera. Severna in osrednja Švedska imata več širokih rek, znanih kot älvar, ki običajno izvirajo v Skandinavskem gorovju. Najdaljša reka je Klarälven–Göta älv, ki izvira v Trøndelagu v osrednji Norveški in teče 1160 kilometrov, preden se izliva v morje pri Göteborgu. Na jugu Švedske so pogoste tudi ožje reke, znane kot åar. Velika večina občinskih sedežev je ob morju, reki ali jezeru, večina prebivalstva države pa živi v obalnih občinah.

### Podnebje
Kljub severni zemljepisni širini ima večina Švedske zmerno podnebje s štirimi izrazitimi letnimi časi in blagimi temperaturami skozi vse leto. Zima na skrajnem jugu je običajno šibka in se kaže le v nekaj krajših obdobjih s snegom in temperaturami pod ničlo; jesen se tam lahko spremeni v pomlad brez izrazitega zimskega obdobja. Severni deli države imajo subarktično podnebje, osrednji deli pa vlažno celinsko podnebje. Obalni jug lahko opredelimo kot vlažno celinsko podnebje z izotermo 0 °C ali oceansko podnebje z izotermo -3 °C.
Zaradi povečane pomorske zmernosti na jugu polotoka so poletne razlike med obalami najjužnejše in najsevernejše regije približno 2 °C poleti in 10 °C pozimi. To se še poveča, če primerjamo območja v severni notranjosti, kjer je zimska razlika na skrajnem severu po vsej državi približno 15 °C. Najtoplejša poletja so običajno v dolini Mälaren okoli Stockholma zaradi ogromne kopenske mase, ki julija ščiti bližnjevzhodno obalo pred atlantskimi sistemi nizkega zračnega tlaka. Dnevne najvišje temperature v švedskih občinskih središčih se julija gibljejo od 19 °C do 24 °C, januarja pa od -9 °C do 3 °C. Na hladnejše temperature vpliva višja nadmorska višina v severni notranjosti. Na morski gladini se najhladnejše povprečne najvišje temperature gibljejo od 21 °C do -6 °C. Zaradi milih poletij ima arktična regija Norrbotten nekaj najsevernejšega kmetijstva na svetu.
Švedska je veliko toplejša in bolj suha kot drugi kraji na podobni zemljepisni širini in celo nekoliko južneje, predvsem zaradi kombinacije Zalivskega toka in splošnega zahodnega vetra, ki ga povzroča smer vrtenja Zemlje. Zaradi visoke zemljepisne širine Švedske se dolžina dnevne svetlobe zelo razlikuje. Severno od arktičnega kroga sonce del poletja nikoli ne zaide in del zime nikoli ne vzide. V prestolnici Stockholmu dnevna svetloba konec junija traja več kot 18 ur, konec decembra pa le približno 6 ur. Švedska letno prejme med 1100 in 1900 sončnih ur.
Najvišja temperatura, kar jih je bilo kdaj zabeleženih na Švedskem, je bila 38 °C v Målilla leta 1947, medtem ko je bila najnižja temperatura, kar jih je bilo kdaj zabeleženih, −52,6 °C v Vuoggatjålmeju 2. februarja 1966.
V povprečju večina Švedske prejme med 500 in 800 mm padavin na leto, zaradi česar je precej bolj suha od svetovnega povprečja. Jugozahodni del države prejme več padavin, med 1000 in 1200 mm, nekatera gorska območja na severu pa naj bi prejela do 2000 mm. Kljub severnejši legi južna in osrednja Švedska v nekaterih zimah skoraj nimata snega. Večina Švedske se nahaja v deževni senci Skandinavskega gorovja skozi Norveško in severozahodno Švedsko. Napoveduje se, da bo Barentsovo morje v prihodnjih zimah manj zamrznjeno in s tem postalo atlantizirano, kar bo povzročilo dodatno izhlapevanje, ki bo povečalo prihodnje snežne padavine na Švedskem in v večjem delu celinske Evrope.

### Geologija
Švedska meri 450.295 km2 in se razteza 1500 kilometrov daleč od tundre na visokem severu do poleti tople jugozahodne obale. S svojimi obširnimi gozdovi, nešteto otoki, velikimi jezeri in hitro tekočimi gorskimi rekami je dežela pravi raj za ljubitelja narave. Skupaj s Finsko in južnejšim delom Norveške večina Švedske geološko spada k Baltskemu ščitu, najstarejšemu delu Evrope. Celo precej mlajši kamninski sloji iz zemeljskega srednjega veka, ki sestavljajo površje zahodnega dela osrednje Švedske okrog Östersunda, posamično pa tudi na otokih Gotland in Öland, so daleč starejši kot večina preostale Evrope. Značilne kamnine Baltskega ščita so povečini gnajs in granit v črno-belih slojih ali grahastih tvorbah. Kamnine, ki so nastale v precejšnji globini, ležijo tu na površju, ker je erozija v milijonih let odnesla nekaj tisoč metrov visoko krovno kamnino. Gorske verige vzdolž meje z Norveško, imenovane Kjö ali Skanden, so ostanek nekdanjega kaledonskega gubanja. Od nastanka v zemeljskem starem veku so se skoraj povsem zravnale, današnjo obliko pa so dobile v ledenih dobah in zaradi dviganja v terciarju. Od gorovja, v katerem segajo najvišji s snegom in ledom pokriti vrhovi čez 2000 metrov visoko, se pokrajina zlagoma spušča proti Botniškemu zalivu. Švedske pokrajine so nazadnje zgladili ledeniki v ledenih dobah. Švedska je bila skupaj s Finsko središče velikanskih gmot celinskega ledu, ki so od tod večkrat segle v srednjo in zahodno Evropo. Pritisk počasi polzečega, do 3600 metrov debelega ledenega sloja je pri tem odnašal in oblikoval površje. V osrednji Švedski so dobro opazne posamezne stopnje umikanja ledu v zadnji ledeni dobi. Zelo pogoste, posebno severno od jezera Mälaren, so nanosi grušča in peska, ki so marsikje nasute tudi v kilometer dolge hrbte. S seboj jih je nosila ledeníška voda in nabirale so se v lednih razpokah, ko pa se je led stalil, so se pokazale kot razpotegnjeni nasipi. S švedskim izrazom oser jih označujejo tudi na drugih poledenitvenih območjih. Tam, kjer je odneslo površje, je trda kamnina marsikje zbrušena v grbaste klade. Na območjih, kjer je te kamnine pozneje deloma preplavila prodirajoča voda iz Baltskega morja, je nastala komaj pregledna zmešnjava manjših in najmanjših skalnih otokov oz. čeri ob vzhodni obali osrednje Švedske. Tudi večina izmed neštetih švedskih jezer je nastala v ledenih dobah. Nekatera zapolnjujejo kotline, ki so jih izdolbli ledeniki, druga ležijo v globelih, v katerih so se počasi stalili posamezni ledeni čoki. Preostala so nastala, ko so nanosi ledeniških rek pregradili cele doline in zajezili vodo. Kjer je voda pozneje tak jez predrla, je na neprepustnih tleh precej pogosto nastalo močvirje ali barje. 
Baltski ščit se je dvigal že v geološki preteklosti, dviganje pa se je še okrepilo, ko so je stalila več kilometrov debele ledena površina. To je posebno opazno na obalnem območju Botniškega zaliva. Dviganje kopnega se nadaljuje še danes, kar dokazuje primer jezera Mälaren, ki je bilo še okrog leta 1200 morski zaliv, danes pa je celinsko jezero.

### Rastlinstvo in živalstvo
Švedska ima precejšnjo oddaljenost od juga do severa, kar povzroča velike podnebne razlike, zlasti pozimi. Povezano vprašanje dolžine in intenzivnosti štirih letnih časov igra vlogo pri tem, da lahko rastline, ki naravno rastejo na različnih mestih. Švedska je razdeljena na pet glavnih vegetacijskih con. To so:
- Južna cona listnatih gozdov
- Južna cona iglavcev
- Severna cona iglavcev ali tajga
- Alpsko-brezova cona
- Območje golih gora

Južna cona listnatih gozdov, znana tudi kot nemoralna regija, je del večje vegetacijske cone, ki vključuje tudi Dansko in velik del Srednje Evrope. V precejšnji meri je postala kmetijska, vendar še vedno obstajajo večji in manjši gozdovi. Za regijo je značilno veliko bogastvo dreves in grmovnic. Bukev je najbolj prevladujoče drevo, tudi hrast lahko tvori manjše gozdove. Brest je nekoč tvoril gozdove, vendar so se zaradi holandske bolezni brestovi gozdovi močno zmanjšali. Druga pomembna drevesa in grmičevje v tem območju so beli gaber, črni bezeg, navadna leska, puhastolistno kosteničevje, lipa, navadna trdoleska, navadna tisa, navadna krhlika, črni trn, trepetlika, jerebika, Scandosorbus intermedia, brin, navadna bodika, navadni bršljan, rdeči dren, vrba, navadni macesen, čremza, češnja, javor, veliki jesen, jelša ob potokih, v peščenih tleh pa breza konkurira boru. Smreka ni avtohtona, vendar so bila med približno letoma 1870 in 1980 z njo zasajena velika območja. V zadnjih 40–50 letih so bila velika območja nekdanjih smrekovih zasaditev ponovno zasajena z listnatim gozdom.
Južno območje iglastih gozdov, znano tudi kot boreo-nemoralna regija, je omejeno s severno naravno mejo hrasta (limes norrlandicus) in južno naravno mejo smreke, med južnim listnatim območjem in tajgo dlje na severu. V južnih delih tega območja najdemo iglavce, predvsem smreko in bor, pomešane z različnimi listavci. Breza raste večinoma povsod. Severna meja bukve prečka to območje. Čeprav so na njenem naravnem območju pogoste tudi zasajene smreke, so takšni gozdovi zelo gosti, saj lahko smreke rastejo zelo tesno, zlasti na južnih območjih tega vegetacijskega območja.
Severno območje iglavcev ali tajga se začne severno od naravne meje hrasta. Od listavcev je pomembna le breza. Prevladujeta bor in smreka, vendar so gozdovi počasi, a vztrajno redkeje rasli, dlje proti severu. Na skrajnem severu je zaradi velikih razdalj med drevesi težko trditi, ali drevesa sploh tvorijo prave gozdove.
Alpsko-brezova cona v skandinavskih gorah je, odvisno od zemljepisne širine in nadmorske višine, območje, kjer lahko raste le manjša vrsta breze (Betula pubescens ali B.tortuosa). Kjer se ta vegetacijski pas konča, drevesa sploh ne rastejo: območje golih gora.
Švedska je imela leta 2019 povprečno oceno 5,35/10 na indeksu integritete gozdne krajine, kar jo uvršča na 103. mesto na svetu od 172 držav. Švedska se je leta 2024 uvrstila na šesto mesto na indeksu okoljske uspešnosti. Indeks združuje različne kazalnike o znanih problemih po vsem svetu in meri, kako dobro se ujemajo med posameznimi državami na lestvici. Švedska se dobro uvršča pri parametrih, kot so onesnaženost zraka, kakovost zraka, ravnanje z odpadki, sanitarije in pitna voda itd.

### Upravna delitev
Švedska je unitarna država, razdeljena na 21 regij (regioner) in 290 občin (kommuner). Vsaka regija ustreza okrožju (län) z več občinami na okrožje. Regije in občine so lokalne samouprave, vendar imajo različne vloge in ločene odgovornosti. Zdravstvo, javni prevoz in nekatere kulturne ustanove upravljajo regionalni sveti. Predšolske ustanove, osnovno in srednje šolstvo, javne vodovodne službe, odvoz smeti, oskrbo starejših in reševalne službe upravljajo občine. Gotlandija je poseben primer regije z eno samo občino, funkcije regije in občine pa opravlja ista organizacija.
Občinska in regionalna uprava na Švedskem je podobna mestni komisiji in kabinetni upravi sveta. Obe ravni imata zakonodajne skupščine (občinske svete in regionalne skupščine z od 31 do 101 člani (vedno neparno število), ki so izvoljeni na podlagi proporcionalne zastopanosti strankarskih list na splošnih volitvah, ki potekajo vsaka štiri leta v povezavi z nacionalnimi parlamentarnimi volitvami.
Občine so razdeljene tudi na skupno 2512 župnij (församlingar). Te nimajo uradnih političnih odgovornosti, so pa tradicionalne podrazdelitve Švedske cerkve in imajo še vedno določen pomen kot popisna okrožja.
Švedske regije se še vedno uporabljajo v pogovornem govoru in kulturnih referencah, zato jih ni mogoče obravnavati kot arhaičen koncept. Glavna izjema je Laponska, kjer se prebivalci vidijo kot del Västerbotten ali Norrbotten, glede na okrožja.
Posebno za Stockholm in Göteborg je dejstvo, da sta obe mesti razdeljeni med dve regiji: Stockholm je razdeljen med Uppland in Södermanland, medtem ko je Göteborg razdeljen med Västergötland in Bohuslän. Glede na raziskavo GfK iz leta 2011 se prebivalci velikih mest — Stockholm, Göteborg in v manjši meri Malmö — identificirajo predvsem s svojim mestom in ne z regijo, v kateri živijo. 
Vsakemu okrožju načeluje okrožni administrativni odbor (länsstyrelse), ki ga imenuje vlada. Vsako okrožje ima tudi svet (landsting), v katerem so zastopani izvoljeni predstavniki občin. Obstajajo tudi zgodovinske razdelitve Švedskega kraljestva na province in dežele.

### Pvedske regije
|     | Okrožje         | Regija                     |
| --- | --------------- | -------------------------- |
| 1.  | Blekinge        | Regija Blekinge            |
| 2.  | Dalarna         | Regija Dalarna             |
| 3.  | Gotlandija      | občina Gotlandija          |
| 4.  | Gävleborg       | Regija Gävleborg           |
| 5.  | Halland         | Regija Halland             |
| 6.  | Jämtland        | Regija Jämtland Härjedalen |
| 7.  | Jönköping       | Regija Jönköping           |
| 8.  | Kalmar          | Regija Kalmar              |
| 9.  | Kronoberg       | Regija Kronoberg           |
| 10. | Norrbotten      | Regija Norrbotten          |
| 11. | Skåne           | Regija Skanija             |
| 12. | Stockholm       | Regija Stockholm           |
| 13. | Södermanland    | Regija Sörmland            |
| 14. | Uppsala         | Regija Uppsala             |
| 15. | Värmland        | Regija Värmland            |
| 16. | Västerbotten    | Regija Västerbotten        |
| 17. | Västernorrland  | Regija Västernorrland      |
| 18. | Västmanland     | Regija Västmanland         |
| 19. | Västra Götaland | Regija Västra Götaland     |
| 20. | Örebro          | Regija Örebro              |
| 21. | Östergötland    | Regija Östergötland        |

## Notranja politika
Kralj Karl XVI. Gustav, ki je leta 1973 nasledil starega očeta, sicer predstavlja Švedsko doma in v tujini, odločilni politični organ pa je parlament. Kraljevina Švedska je od leta 1917 ustavna monarhija na demokratičnih parlamentarnih temeljih. Od srede 19. stoletja se dežela oklepa politike dosledne nevtralnosti, ki je do današnjega dne preprečevala, da bi se Švedska zapletla v vojno.
Zaveza k nevtralnosti se nanaša samo na vojaško področje in je ne gre zamenjevati z mnenjsko nevtralnostjo. Zato je Švedska ob vsej strpnosti nenehno buden sodnik v boju proti podrejanju in izkoriščanju. Zlasti nekdanji švedski ministrski predsednik Olof Palme, ki se je vneto ukvarjal s problemi v mednarodni politiki, je bil dosleden v boju proti apartheidu v južni Afriki, za osvobodilno vojno sandinistov v Nikaragvi in tudi proti politiki velesil ZDA in ZSSR v Vietnamu in Afganistanu. Olofa Palmea je leta 1969 nasledil Tageja Erlanderja kot vodja Socialdemokratske stranke in ministrski predsednik, vendar ni bil nikoli tako priljubljen. Pod Erlanderjem je švedski socializem, ki se je razvil znotraj kapitalističnega gospodarskega sistema in s podporo meščanskih strank, dosegel simboličen pomen v svetovnem merilu.
Država poskuša z davčno politiko, ki močno zajema iz visokih dohodkov, doseči visoko stopnjo socialne pravičnosti. Z dobro izdelanim sistemom socialnega skrbstva omogoča skoraj vsakomur življenje brez gmotnih stisk. Švedska pa ne daje pomoči samo svojim državljanom, temveč z velikimi prispevki v obliki razvojne pomoči tudi številnim ljudem v nerazvitih deželah. Kritika tega vzorca države je postala glasna šele po Erlangerjevem odstopu. Financiranje švedske države blaginje je zahtevalo vedno več denarja, ki ga je bilo treba dobivati z zviševanjem davkov. Meščanski blok, ki so ga sestavljale stranka centra, liberalna stranka in konservativci, je leta 1976 zmagal tudi zaradi vse večje birokratizacije in rastoče moči oblasti. Socialdemokrati, ki so vodili državo od leta 1932, so morali prvič v opozicijo. A že leta 1982 se je socialdemokrat Olof Palme s podporo komunistov vrnil na položaj šefa vlade, kjer je ostal do smrti. Prvega marca 1986 so ga na presenečenje vseh umorili.
Glede jezika in izvora je bilo švedsko prebivalstvo še pred nekaj desetletji zelo enovito. Homogena manjšina je samo skupina Laponcev na severu dežele s 15.000 do 17.000 pripadniki. Njihov jezik je soroden finščini. Večina Laponcev še danes živi v sosednji Norveški, s tradicionalno rejo severnih jelenov pa se ukvarjajo le redki. Laponci živijo v vaških skupnostih in so deležni posebnih pravic, ki jim zagotavljajo, da ohranjajo svojo nomadsko kulturo. Od manjšinskega zakona imajo korist
tudi priseljenci. Po drugi svetovni vojni si je tu poiskalo drugo domovino veliko ljudi iz vzhodnega dela srednje Evrope. Iz Finske so prišli predvsem pripadniki švedsko govoreče manjšine. V šestdesetih letih so jim sledili številni delavci iz južne Evrope. V zadnjem času je Švedska vedno bolj priljubljeno zatočišče prosilcev za azil in političnih beguncev iz Azije in južne Amerike.

## Zunanja politika
Švedska je bila v preteklosti dolgo časa bojevita država. Švedski Vikingi so že od 9. stoletja napadali naselja ob Baltskem morju in vzhodnoevropskih rekah. Kralj Gustav II. je med tridesetletno vojno velikokrat zmagal in razširil švedsko oblast na obširne dele Evrope. V 18. stoletju se je Švedska kljub hudemu porazu pri Poltavi leta 1709 vojskovala z Rusijo. Po napoleonskih vojnah v 19. stoletju pa je Švedska opustila militaristično politiko. Ni sodelovala v evropskih vojnah v 19. stoletju in v obeh svetovnih vojnah v 20. stoletju je ostala nevtralna.
Švedska vodi od srede 19. stoletja dosledno politiko svobodnega povezovanja v mirnem času in nevtralnosti v vojnah. V tem stoletju se je vztrajno trudila za mir med narodi in je odločno podpirala Društvo narodov in njegovo naslednico, Organizacijo združenih narodov. Dosledno švedsko nevtralnost v drugi svetovni vojni so hudo kritizirali, še posebno po tistem, ko je dovolila prehod nemških čet čez svoje ozemlje. Med drugo svetovno vojno se je Grof Falke Bernadotte, predsednik švedskega Rdečega križa, pogajal z nacističnim režimom, da bi dosegel izpustitev tisoče Skandinavcev in drugih vojnih ujetnikov iz koncentracijskih taborišč. Leta 1944 je diplomat Raoul Wallenberg priskrbel švedske potne liste Judom iz Budimpešte, ki bi morali v taborišča smrti. Ocenjujejo, da je rešil okrog 100.000 Judov.
Svojo miroljubno politiko je Švedska nadaljevala tudi po drugi svetovni vojni. To politiko sta predstavljala Dag Hammarskjöld, ustanovitelj mirovnih sil Združenih narodov, ki je izgubil življenje v letalski nesreči v osrednji Afriki, in Olof Palme, čigar uboj je leta 1986 pretresel svet. Od bojevnic za mir je vidnejša še Alva Myrdal, ustanovna članica Stockholmskega mednarodnega inštituta za mirovno raziskovanje (SIPRI) in dobitnica Nobelove nagrade za mir leta 1982.

### Nobelove nagrade
Od leta 1901 podeljujejo v Oslu vsako leto Nobelovo nagrado za mir tistim ljudem, ki so v očeh odbora največ prispevali za mir na svetu. Kandidate za nagrado voli mednarodni odbor, ki ima sedež na Norveškem. Druge Nobelove nagrade podeljujejo v Stockholmu za dosežke na področju fizike, kemije, psihologije ali medicine, literature in od leta 1969 gospodarskih ved. Vse te nagrade so mednarodno zelo ugledne, vendar je najodmevnejša Nobelova nagrada za mir. Prvi, ki so mu leta 1901 podelili to nagrado, je bil švicarski človekoljub Henri Dunant. Leta 1990 je dobil nagrado sovjetski predsednik Mihail Gorbačov za uspehe pri odpravljanju spopadov in napetosti po svetu.
Toda Nobelove nagrade temeljijo na neverjetnem nasprotju. Njihov ustanovitelj, švedski iznajditelj in veletrgovec Alfred Nobel, je iznašel izredno eksplozivni dinamit in druge kemične eksplozivne snovi in ga imajo na splošno za očeta cvetoče švedske oboroževalne industrije. Švedska ima kljub svoji politiki nevtralnosti in svobodnih povezav močno oboroževalno industrijo in spada med največje države izvoznice orožja na svetu. Za to se lahko še najbolj zahvali prav industrijski zapuščini Alfreda Nobela. O Švedski pa gre dober glas tudi kot o podpornici miru in razoroževanja, zatočišču za begunce in prosilce za azil ter kot izredno radodarni dajalki denarja za dežele tretjega sveta.
Švedske družbene reforme, ki sojih uvajali od tridesetih let naprej, izražajo nacionalno prizadevanje za socialno pravičnost. ki so jo doslej uresničili na številnih področjih. Mednje spadajo tudi pravice žensk  in t. i. zeleni problemi. Tradicionalno zavzemanje Švedske za zapostavljene se je že zdavnaj preneslo na mednarodno prizorišče, na katerem ni še nobena država naredila toliko kot Švedska. Poleg tega pa spada Švedska tudi med gospodarske velesile, spodbuja svobodno podjetništvo in zagrizeno industrijsko tekmovanje za svetovne trge. Tako si švedska želja po miru
podaja roko z napadalnim trženjem in industrijskim prizadevanjem, kar ima za posledico zdravo, na svobodnem podjetništvu temelječe gospodarstvo.

## Demografija

### Prebivalstvo
Januarja 2025 je bilo skupno število prebivalcev Švedske 10.588.020. Število prebivalcev je prvič preseglo 10 milijonov v petek, 20. januarja 2017.
Povprečna gostota prebivalstva je nekaj več kot 25 ljudi na km2, s 1437 osebami na km2 v naseljih (neprekinjena poselitev z vsaj 200 prebivalci). 88 % prebivalstva živi v urbanih območjih, ki pokrivajo 1,5 % celotne površine. 63 % Švedov živi v velikih urbanih območjih. Na jugu jih je precej več kot na severu. Obstaja več kot 2000 naselij. Glavno mesto Stockholm ima približno 950.000 prebivalcev (od tega 1,5 milijona v urbanem območju in 2,3 milijona v metropolitanskem območju). Drugo in tretje največje mesto sta Göteborg in Malmö. Zunaj večjih mest so območja z opazno višjo gostoto prebivalstva kmetijski del Östergötlanda, zahodna obala, območje okoli jezera Mälaren in kmetijsko območje okoli Uppsale.
Norrland, ki pokriva približno 60 % švedskega ozemlja, ima zelo nizko gostoto prebivalstva (pod petimi ljudmi na kvadratni kilometer). Gore in večina oddaljenih obalnih območij so skoraj neposeljene. Nizka gostota prebivalstva obstaja tudi v velikih delih zahodnega Svealanda, pa tudi v južnem in osrednjem Smålandu. Območje, znano kot Finnveden, ki je na jugozahodu Smålanda, predvsem pod 57. vzporednikom, lahko prav tako štejemo za skoraj prazno.
Uradnih statističnih podatkov o etnični pripadnosti ni, vendar je bilo po podatkih švedskega statističnega urada leta 2021 2.752.572 (26 %) prebivalcev Švedske tujega porekla, kar je opredeljeno kot rojeni v tujini ali rojeni na Švedskem z obema staršema, rojenima v tujini. Od teh prebivalcev se je 2.090.503 oseb rodilo v tujini, 662.069 oseb pa se je rodilo na Švedskem staršem, rojenim v tujini. Poleg tega je imelo 805.340 oseb enega starša, rojenega v tujini, drugega pa na Švedskem. Švedska uradno priznava pet manjšinskih skupin: Jude, Rome, Samije, Fince in Tornedalce.
Švedska ima eno najstarejših prebivalstev na svetu, s povprečno starostjo 41,1 leta.

### Jezik
Uradni jezik Švedske je švedščina, severnogermanski jezik, soroden in zelo podoben danščini in norveščini, vendar se razlikuje po izgovorjavi in pravopisu. Švedski Finci so največja jezikovna manjšina na Švedskem, ki predstavlja približno 5 % švedskega prebivalstva, finščina pa je priznana kot manjšinski jezik. Narečja, ki se govorijo v Skaniji, najjužnejšem delu države, so pod vplivom danščine, ker je bila regija del Danske do pogodbe iz Roskildeja leta 1658. Zaradi pritoka maternih govorcev arabščine v 21. stoletju je uporaba arabščine v državi verjetno bolj razširjena kot uporaba finščine. Vendar pa ni nobene uradne statistike o uporabi jezika.
Poleg finščine so priznani tudi štirje drugi manjšinski jeziki: meänkieli, samijščina, romščina in jidiš. Švedščina je postala uradni jezik Švedske 1. julija 2009, ko je bil sprejet nov zakon o jeziku. Vprašanje, ali naj se švedščina razglasi za uradni jezik, se je pojavilo že v preteklosti in Riksdag je o tem glasoval leta 2005, vendar je predlog tesno zavrnil.
Večina Švedov, zlasti tistih, rojenih po drugi svetovni vojni, v različni meri razume in govori angleško zaradi trgovinskih povezav, priljubljenosti potovanj v tujino, močnega angloameriškega vpliva in tradicije podnaslavljanja namesto sinhronizacije tujih televizijskih oddaj in filmov ter relativne podobnosti obeh jezikov, kar olajša učenje angleščine. V raziskavi Eurobarometra iz leta 2023 je 90 % Švedov poročalo, da znajo govoriti angleško.
Angleščina je postala obvezni predmet za dijake srednjih šol, ki študirajo naravoslovje, že leta 1849, za vse švedske dijake pa je obvezni predmet od konca 1940-ih. Večina dijakov se uči tudi enega, včasih pa še dveh drugih jezikov. V okviru tečajev švedščine za materne govorce se poučuje tudi nekaj danščine in norveščine. Zaradi obsežne medsebojne razumljivosti med tremi celinskimi skandinavskimi jeziki švedski govorci pogosto uporabljajo svoj materni jezik, ko obiščejo ali živijo na Norveškem ali Danskem.

### Religija
Enako kot preostale Severno-evropske dežele, je tudi Švedska po tradicionalni usmeritvi, večinsko Protestantska država.
52,8% prebivalcev pripada Protestantski veri, število teh pa se vsako leto zniža za skoraj odstotek. 92.000 prebivalcev pripada Rimokatoliški veri. Zaradi imigracij je na Švedskem 100.000 Pravoslavcev in več kot 500.000 pripadnikov Islamske veroizpovedi. Velika večina slednjih pripada omenjeni veri zaradi tradicije, le 5% (25.000) naj bi jih izvajalo obrede vsakodnevno, kot to zahteva islamska sveta knjiga.

## Stockholm
Stockholm je znan kot: mesto med mostovi, na vodi plavajoče mesto ali kar Severne Benetke.  Mesto ki so ga prvotno postavili na petnajstih otokih, se je že zdavnaj razširilo na celinsko obalo. Za mesto je značilno, da se na enem mestu mešajo voda, gozd in skalovje ter bogata arhitektura najrazličnejših obdobij. Območje Mälarena je z naselitvenimi središči Birka, Uppsala, Sigruna, iz poznejšega časa pa Eskilstuna. Enköping in Västeräs, zgodovinsko jedro Švedske. Norström, najkrajša reka sveta, je omogočila rečni promet do Saltsjöna, zaliva Baltskega morja. Tam, kjer se reka razcepi na dvoje, leži na otoku Stadsholmen najstarejše jedro Stockholma. Tukaj pretovarjajo tovor s ploskih čolnov, ki vozijo po Mälarenu, na morske ladje.
Zgodovina mesta je izredno pestra in sega v čase Vikingov. Leta 1252 je dobil Stockholm mestne pravice, obenem pa so dali varstvo in davčne svoboščine trgovcem hanzeatskega mesta Lübecka. Stockholm sicer ni bil nikakršno hanzeatsko naselje, vpliv nemškega trgovstva pa je bil še v 16. stoletju zelo velik. Zakon iz leta 1350 je celo določal, da mora biti polovica izmed šestih županov in 30 članov mestnega sveta Nemcev. Na tiste čase še danes spominjajo mnoga imena ulic v Gamlastanu, slikovitem starem delu mesta z vratnimi loki, dvorišči in majhnimi trgi, in imena stavb, kot je Tyska kyrkan (Nemška cerkev). Z vzponom Švedske med evropske velesile je rasel tudi pomen Stockholma, ki je bil od leta 1634 stalno glavno in rezidenčno mesto kraljestva. Vedno bolj se je širilo čez okvire nekdanjega jedra. Norrmalm, ki se je razvil opirajoč se na dva že v 13. stoletju ustanovljena samostana, je prešel v mestno območje leta 1635, malo pozneje sta sledila Östermalm in Kugnsholmen. Na jugu je proti koncu 17. stoletja zrasel Södermalm, načrtno zgrajeno mesto s pravokotno ulično mrežo. Stockholm je postal evropsko baročno mesto s čudovitimi plemiškimi in upravnimi palačami, pod Gustavom III. pa so ga spremenili v pomembno kulturno središče. Prva industrijska podjetja so v Stockholmu nastala že v 18. stoletju. V 19. stoletju so z uvedbo parniških in železniških prog izboljšali promet, vendar je mesto le s težavo zmoglo vsrkavati hitro naraščajoče prebivalstvo. Šele ob koncu 19. stoletja so našli rešitev z daljnosežnim načrtovanjem mesta. V tisti čas spada tudi sprememba namembnosti starega dela mesta. Iz ozkega otoškega okvira se je dejansko središče mesta preselilo v Norrmalm. Nova, velika bivalna območja so nastajala na obrobju mesta posamezno že pred drugo svetovno vojno, predvsem pa v petdesetih in šestdesetih letih. Hkrati so gradili podzemsko železnico in ta je bivalna predmestja povezala s središčem.
Čeprav je Stockholm tudi eno izmed najpomembnejših švedskih industrijskih mest, v mestni podobi ne zbujajo posebne pozornosti tovarne kovinske in elektrotehnične, oblačilne, živilske in kemične industrije ter tiskarniške in založniške zgradbe. Zaradi pomanjkanja prostora se je veliko podjetij naselilo v predmestjih. V primerjavi z Malmöjem in Göteborgom ima ladjedelništvo v Stockholmu podrejeni pomen. Tudi pri pretovarjanju ladijskega tovora so Stockholm prehitela pristanišča z ugodnejšo lego. Danes ima švedsko trgovsko in kongresno mesto čez 700.000 prebivalcev. Če prištejemo še prebivalce sosednjih občin, se število ljudi poveča na 1,45 milijona. Nadregionalni kulturni pomen mesta, ki je sedež luteranskega in rimskokatoliškega škofa, poudarjajo univerza, številne visoke šole, znanstveni inštituti in knjižnice, kakršna je Kraljeva knjižnica, zgrajena v dvajsetih letih tega stoletja, ter Nobelova ustanova, Kraljeva opera, več gledališč in čez 50 muzejev. Med najpomembnejšimi muzeji sta Narodni muzej in Skansen, muzej na prostem.
Med najstarejše stockholmske stavbe spadata Velika cerkev (Storkyrkan) in Riddarholmska cerkev iz 13. stoletja, petladijska stolnica z grobnico švedskih kraljev. Večina zgodovinskih gradbenih spomenikov je bila zgrajena od 16. do 18. stoletja, med njimi tudi baročna Viteška hiša (Riddarhuset) in monumentalno učinkujoči kraljevi grad, ki ga je leta 1697 uničil požar in so ga ponovno pozidali šele v 18. stoletju. Med živahno gradbeno dejavnostjo v drugi polovici 19. stoletja
so zrasle številne javne zgradbe. K najpomembnejšim stavbam moderne prištevajo Mestno hišo (Stadshuset), simbol Stockholma.

## Gospodarstvo
Švedska je visoko razvita industrijska država z zelo donosnim kmetijstvom. Njeno izredno učinkovito gospodarstvo jo uvršča po narodnem dohodku na prebivalca med deset vodilnih držav sveta. Seveda pa je Švedska dosegla to blaginjo šele v zadnjih desetletjih. Še proti koncu 19. stoletja je v mnogih pokrajinah kmetijske dežele vladala huda revščina, zaradi katere se je veliko kmetov in ribičev izselilo v Severno Ameriko. Gospodarski napredek je izhajal iz dobro izrabljene moči voda kot energetskega vira za izvozno usmerjeno industrij, industrijske uporabe lesa in nahajališč železove rude, jeklo in papir iz Švedske. Že v 14. stoletju so začeli izrabljati bogate zaloge zelo kakovostne železove rude v osrednji Švedski, iz dežele kovačnic in prvih visokih
peči in fužin v 16. stoletju je Švedska napredovala v vodilno proizvajalko železa na svetu, iz fužin so se pozneje razvile železarne in jeklarne. Šele v novejšem času sta se starim pridružili novi lokaciji v Halmstadu in Oxelösundu. V severni Švedski je leta 1940 zrasla v mestu Luleă velika jeklarna za predelavo rude iz nahajališč v Kiruni in Gällivareju. Z železarnami in kovačnicami je bilo deloma že v 18. stoletju povezano izdelovanje orodja in naprav za kmetijstvo, iz tega se je po prodoru industrializacije v sedemdesetih letih 19. stoletja razvila močno specializirana industrija, na primer izdelovanje nožev, rezil in škarij v Eskilstuni. Sodobna kovinska industrija pa se je selila proti jugu na široko nižavje ob velikih jezerih med Stockholmom in Göteborgom. Tako se je preselila tudi slovita tovarna orožja iz Finspânga v osrednji Švedski, kjer so že v 17. stoletju izdelovali topove, v Bofors vzhodno od jezera Vänern.
Najpomembnejše veje kovinske industrije so danes strojegradnja, ladjedelništvo in avtomobilska industrija. Med industrijske veje, ki so značilne za deželo, spada tudi lesnopredelovalna industrija. Sprva je bila omejena na žage, a je hitro postala zelo pomembna, ko so iznašli postopek, po katerem so iz lesa pridobljeno celulozo uporabili za izdelovanje papirja. Ob koncu 19. stoletja so ob jezeru Vänern zrasle prve tovarne celuloze. Danes so najpomembnejša središča lesnopredelovalne industrije obalna mesta na severu. V preteklosti so drevesna debla splavljali na obalo po rekah, danes se prevažanje lesa vedno bolj seli na ceste in železnice. Pomembna surovina lesnopredelovalne industrije je tudi voda, ki je je na Švedskem obilo. Zelo ugodna je preskrba z električno energijo iz velikih hidroelektrarn na severu. ki pokrivajo okrog polovico švedskih potreb po energiji. Drugo polovico dobivajo z uvozom nafte in z jedrsko energijo, za katero pridejo prav lastna nahajališča urana.
Čeprav je sever s svojo obilico vodne energije, rudnim bogastvom in lesom najpomembnejši dobavitelj energije in surovin za visoko specializirano industrijo, so švedska gospodarska središča na jugu dežele. Tam so tudi glavna pridelovalna območja tehnično izredno opremljenega kmetijstva. Čeprav je kmetijsko uporabna samo desetina vsega švedskega površja, lahko na njem zagotovijo okrog 80 odstotkov potreb po živilih. Kljub težnjam po združevanju večjih in učinkovitejših obratov
prevladujejo tako v kmetijstvu kot v industriji manjši in srednje veliki obrati, ki so povečini
v zasebni lasti. Poleg zmanjšanja števila obratov je opazno tudi zmanjšanje števila delovnih mest v industriji in kmetijstvu. Daleč največji del družbenega produkta že dolgo prinašajo terciarne dejavnosti, torej trgovina, promet, storitvene dejavnosti in uprava. Na teh področjih je zaposlena tudi večina ljudi, kar izhaja tudi iz dejstva, da švedska še posebno podpira ustanove socialnega in zdravstvenega varstva ter izobraževanje. Nekdanja kmetijska dežela, ki se je razvila v najsodobnejšo industrijsko državo, je na poti v poindustrijsko družbo.

## Arhitektura
Pred 13. stoletjem so bile skoraj vse stavbe zgrajene iz lesa, vendar se je kmalu začel premik h kamnu. Zgodnje švedske kamnite stavbe so romanske cerkve na podeželju. Sem spadata stolnica v Lundu iz 11. stoletja in nekoliko mlajša cerkev v Dalbyju, pa tudi številne zgodnje gotske cerkve, zgrajene pod vplivom Hanzeatske lige, na primer v Ystadu, Malmöju in Helsingborgu.
Tudi stolnice v drugih delih Švedske so bile zgrajene kot sedeži švedskih škofov. Stolnica v Skari je zgrajena iz opeke iz 14. stoletja, stolnica v Uppsali pa iz 15. stoletja. Leta 1230 so bili postavljeni temelji stolnice v Linköpingu, material je bil tamkajšnji apnenec, vendar je bila gradnja dokončana v približno 250 letih.
Med starejšimi strukturami so tudi nekatere pomembne trdnjave in druge zgodovinske stavbe, kot so grad Borgholm, dvorec Halltorps in trdnjava Eketorp na otoku Öland, trdnjava Nyköping in mestno obzidje Visbyja.
V 1520-ih je kralj Gustav Vasa začel graditi velike dvorce, gradove in trdnjave. Med bolj veličastne spadajo Kalmarski grad, grad Gripsholm in Vadstenski grad.
V naslednjih dveh stoletjih je Švedsko zaznamovala baročna in kasneje rokokojska arhitektura. Med pomembnejšimi projekti iz tistega časa sta mesto Karlskrona, ki je zdaj razglašeno tudi za svetovno dediščino in palača Drottningholm.
Stockholmska razstava, ki je zaznamovala preboj funkcionalizma oziroma funkisa, kot je postal znan, se je prvič pojavila leta 1930; slog je prevladoval v naslednjih desetletjih. Nekateri pomembni projekti te vrste so bili program Milijon, ki je ponujal cenovno dostopno bivanje v velikih stanovanjskih kompleksih.
Avicii Arena v Stockholmu je največja kroglasta stavba na Zemlji. Njena kupola ima premer 110 metrov in je bila v gradnji dve leti in pol.